# Sun Yue
Dans ce nom, le nom de famille, Sun, précède le nom personnel.
Sun Yue (孙悦) est un joueur chinois de basket-ball né le 6 novembre 1985.

## Biographie
Sun Yue fait partie de l'équipe nationale chinoise de basket-ball.
Sun Yue a été au moment de la draft annoncé comme un "Magic Johnson chinois" du fait de sa grande taille pour un meneur et de sa capacité à prendre des rebonds. Sun est choisi au second tour, en 40e position, lors de la draft 2007 de la NBA. Il n'a que très peu joué en NBA, seulement 10 matchs et 6 points inscrits pour le compte des Lakers de Los Angeles.

## Palmarès
- Champion de la Division Pacifique en 2009 avec les Lakers de Los Angeles.
- Champion NBA en 2009